# Dekanat gnieźnieński I
Dekanat gnieźnieński I składa się z 11 parafii. Jest jednym z 30 dekanatów archidiecezji gnieźnieńskiej. Dekanat powstał w styczniu 1992 r. w wyniku podziału dekanatu gnieźnieńskiego.

## Parafie
| Lp | Parafia                                           | Data powstania  | Proboszcz                  | Adres                                      | Zdjęcie |
| -- | ------------------------------------------------- | --------------- | -------------------------- | ------------------------------------------ | ------- |
| 1  | Gniezno Parafia archikatedralna Wniebowzięcia NMP | 1960            | ks. Przemysław Kwiatkowski | ul. Jana Łaskiego 9 62‑200 Gniezno         |         |
| 2  | Gniezno Chrystusa Wieczystego Kapłana             | 1957            | ks. Andrzej Grzelak        | ul. 28 Grudnia 12 62‑200 Gniezno           |         |
| 3  | Gniezno Matki Bożej Miłosierdzia                  | 1996            | ks. Piotr Dworek           | ul. Pustachowska 68 62‑200 Gniezno         |         |
| 4  | Gniezno Matki Zbawiciela                          | 1997            | ks. Franciszek Jabłoński   | ul. ks. Ludwiczaka 20 62‑200 Gniezno       |         |
| 5  | Gniezno bł. Michała Kozala                        | 1 stycznia 1988 | ks. Piotr Bulanda CSMA     | ul. E. Orzeszkowej 22d 62‑200 Gniezno      |         |
| 6  | Gniezno Świętej Trójcy                            | 1243            | ks. Maciej Lisiecki        | ul. Farna 6 62‑200 Gniezno                 |         |
| 7  | Gniezno św. Wawrzyńca                             | 1225            | ks. Franciszek Jabłoński   | ul. św. Wawrzyńca 8 62‑200 Gniezno         |         |
| 8  | Gniezno Wniebowzięcia NMP                         | 1925            | o. Daniel Pliszka OFMConv  | ul. Franciszkańska 12 62‑200 Gniezno       |         |
| 9  | Pawłowo św. Marcina                               | XIII w.         | ks. Radosław Plewa         | Pawłowo 27 62‑250 Czerniejewo              |         |
| 10 | Zdziechowa NMP Nieustającej Pomocy                | 1 lutego 1957   | ks. Dariusz Larus          | Zdziechowa 75 62‑200 Gniezno               |         |
| 11 | Żydowo św. Stanisława Biskupa i Męczennika        | XV w.           | ks. Krzysztof Prus         | ul. Ojca św. Jana Pawła II 6 62‑241 Żydowo |         |